# Práce na dálku
Termín práce na dálku označuje formy práce, při kterých zaměstnanci vykonávají práci úplně nebo částečně mimo sídlo svého zaměstnavatele. Nazývá se též mobilní práce nebo práce na cestách. Obchodní společnost plně přizpůsobená práci na dálku se někdy označuje jako distribuovaná společnost.
Speciálním případem je práce z domova, v českém prostředí nazývaná též home office, kdy se tato práce odehrává doma. Výsledky práce jsou v takovém případě typicky předávány zaměstnavateli prostřednictvím digitálních kanálů.

## Formy práce na dálku
Obvykle se rozlišují následující formy práce na dálku:
- Při práci z domova (v češtině a němčině často nazývané pseudoanglicismem home office, v angličtině ovšem telecommuting, telework(ing) nebo work from home) vykonává zaměstnanec veškerou práci jako domáckou práci ve svém bydlišti (pracovně). V prostorách zaměstnavatele nemá zřízeno fyzické pracovní místo.
- Částečná práce na dálku je nejčastější variantou práce na dálku. V tomto případě pracuje zaměstnanec střídavě doma a v podniku. Zaměstnavatel dává zaměstnancům na pracovišti k dispozici pracovní místa, o která se mohou dle vzájemné dohody na základě časového kritéria dělit.
- Mobilní práci na dálku praktikují zejména obchodní zástupci, zaměstnanci služeb zákazníkům a jim podobné profesní skupiny. Jejich činnost je na proměnlivosti místa výkonu práce (např. v místě bydliště zákazníka) přímo postavena a může být plně závislá na dálkovém přístupu k interní podnikové infrastruktuře prostřednictvím informačních technologií.[1]

## Trendy
Práce z domova se začala rozšiřovat spolu s rozvojem informačních a komunikačních technologií, které umožňují bezprostřední dálkovou výměnu informací mezi zaměstnancem a zaměstnavatelem a mezi zaměstnanci navzájem. Možnost práce na dálku bývá zaměstnancům poskytována jako zaměstnanecký benefit, některá zaměstnání jsou na tomto modelu přímo postavena.
K většímu výskytu práce na dálku začalo docházet od odeznívání světové finanční krize z roku 2008. V České republice se o práci z domova („home office“) začalo často hovořit na jaře roku 2020 v souvislosti se snahami o omezování mezilidských styků za účelem zastavení šíření onemocnění covid-19.